# King's Quest I: Quest for the Crown
King's Quest I: Quest for the Crown är ett äventyrsspel, ursprungligen släppt till IBMs PCjr 1984, då under titeln King's Quest. Spelet är det första i King's Quest-serien. Historien och spelets generella design utvecklades av Roberta Williams för hennes make Ken Williams företag Sierra On-Line. Roberta var huvuddesigner för spelen i serien ända fram till det nionde spelet, King's Quest: Mask of Eternity (1998).

## Spelets historia
Konungariket Daventry har stora problem då deras magiska föremål har stulits: en magisk spegel, en magisk sköld och en magisk kista. Kung Edward skickar ut sin tappraste riddare, Sir Graham, för att finna dessa föremål och föra dem åter. Om han lyckas så kommer han bli nästa kung.

## Utvecklingshistoria
Spelet utvecklades under 1983 och släpptes 1984 av IBM som en marknadsföringsprodukt för deras PCJr. King's Quest var inte bara en av deras första "animerade" äventyrsspel, det var också det första spelet av Sierra On-Line som använde spelmotorn Adventure Game Interpreter (AGI), även om motorn först blev känd under det namnet i och med King's Quest II.
Under det tidiga 1980-talet var det vanligt att datorspel utvecklades av en enda person under ett antal veckor, men med King's Quest lade Sierra ribban högt, och förutom Williams arbetade sex heltidsanställda programmerare i 18 månader för en slutgiltig utvecklingskostnad på 700.000 dollar.
På grund av det dåliga mottagandet av PCjr blev spelet ingen större hit och det var först ett helt år senare som spelet blev en kommersiell succé. Tack vare Tandy 1000-datorn och andra billiga IBM-kloner började spelet sälja väl och detta bara ökade tack vare spelets portning till andra plattformar som Apple II, Amiga och Atari ST. Till slut släpptes spelet även till Sega Master System.

### Grafik
King's Quest I använde innovativt 16-färgersgrafik på PCjr och Tandy 1000. Interaktionen mellan spelaren och grafiken var ett stort steg framåt från de, för det mesta, oanimerade "rum" i de tidigare äventyrsspelen. I tidigare spel var varje "rum" en statisk bakgrund och en textbeskrivning och spelarens rollfigur var vanligtvis inte synlig. Spelaren navigerade genom att skriva in en kompassriktning, vilket direkt transporterade personen till nästa rum och en ny färdig bakgrundsbild och textbeskrivning. I King's Quest I är spelarens karaktär, Sir Graham, en fullt animerad person som vandrar igenom en grafisk värld befolkad av andra fullt animerade karaktärer. Graham rör sig genom att spelaren använda piltangenterna på tangentbordet. Man byter "rum" genom att helt enkelt gå utanför bildens kant.

### Användargränssnitt
Spelet använde sig främst av textkommandon som gränssnitt, vissa hävdar att detta är relativt klumpigt medan andra hävdar att det kräver att spelaren tänker mer över vad den egentligen gör. Spelets texttolk var inte särskilt smart, och krävde ofta en viss exakthet. Om spelaren exempelvis ser något som ser ut som en sten och skriver "Ta sten", säger kanske spelet att "Du kan inte göra det", vilket helt enkelt tyder på att det inte finns någon sten att plocka upp. Om man däremot skriver "Titta på marken" får man kanske veta att stenen inte är en sten, utan exempelvis en valnöt, vilken hade kunnat plockas upp genom att skriva "Ta valnöt".

### Remake och uppdateringar
Spelet gick igenom ett antal diverse mindre uppdateringar vilka lade till support för olika saker (1987 lades exempelvis support för att köra spelet under DOS på PC och att använda sig av EGA till). 1990 gjordes en remake av spelet till PC, en så kallad "Enhanced version". Här användes Sierra's Creative Interpreter-spelmotorn (förkortad SCI), samma motor som användes i King's Quest IV. Även om den fortfarande använde 16-färgersgrafik hade den dubbelt så stor upplösning och stöd för ljudkort.